# Retrat de la tia Pepa
Retrat de la tia Pepa és una pintura a l'oli realitzada per Pablo Picasso l'estiu de 1896 i que actualment forma part de la col·lecció permanent del Museu Picasso de Barcelona, on apareix la tieta de l'artista.

## Descripció
El Retrat de la tia Pepa és una de les fites de la retratística del jove Picasso. La retratada és Josefa Ruiz Blasco (1825-1901), germana del pare. L'oli, no datat, va ser realitzat el 1896 durant una de les estades estiuenques de Picasso a Màlaga amb la seva família.
El joc de llums, que destaca el rostre de la indumentària fosca i d'un fons a la penombra, i el tractament més esbossat d'aquests en favor d'una concentració en l'expressió de la cara fan d'aquesta obra un retrat d'una profunditat psicològica sorprenent.
El realisme cru del rostre, així com el tractament cromàtic i lumínic, denoten una clara influència de la tradició retratística espanyola (de Ribera i, sobretot, de Velázquez).
La llibertat i la fluïdesa expressiva del traç, a base d'una pinzellada molt lliure i solta, palesen també una execució alhora ràpida i virtuosa: Sabartés arriba a afirmar que el retrat fou executat en menys d'una hora, atiant una vegada més la llegenda del jove Picasso. En qualsevol cas, la celeritat en l'execució sembla igualment lligada a un imperatiu més prosaic: a Josefa Ruiz no li agradava gens que la retratessin i la seva negativa inicial, acompanyada de la falta de motivació de Picasso, hauria endarrerit un any l'execució d'aquesta obra, que era un encàrrec del seu oncle Salvador.
El quadre està signat com a Pablo Ruiz Picasso a l'angle superior esquerre. L'obra va ingressar al museu el 1970 amb el codi de registre MPB110.010, gràcies a una donació de l'artista. Actualment, es troba exposat de forma permanent a la Sala 2 del museu.
Josefa Ruiz ja havia estat retratada per Picasso el 1895 en un dibuix a llapis -Retrat de la tia Pepa asseguda en una butaca- que és un clar precedent d'aquest retrat a l'oli. En el nou retrat Picasso opta per variar l'enquadrament i fer-lo de mig cos, per tal de donar el protagonisme absolut al rostre i, doncs, a la psicologia de la retratada. Aquest precedent pertany a un àlbum de 1895 de 36 pàgines, que conté dibuixos fets a Màlaga i a Barcelona amb estudis i croquis de retrats de familiars i dues còpies d'obres de Velázquez.

## Anàlisi
Per Jaume Sabartés aquest retrat certifica la gran capacitat de percepció que havia desenvolupat Picasso des dels 14 anys, que li permet copsar en profunditat tot allò que observa.
Per això el biògraf picassià Josep Palau i Fabre considera el Retrat de la tia Pepa una obra mestra «en la qual el virtuosisme rivalitza amb la profunditat, com si tots dos volguessin primacia»